# Anthony Ammirati
Anthony Ammirati (Grasse, 16 de julio de 2003) es un deportista de Francia que compite en atletismo. Ganó una medalla de oro en el Campeonato Europeo de Atletismo Sub-20 de 2021, en la prueba de salto con pértiga.

## Carrera
En junio de 2021, estableció un nuevo récord nacional sub-20 con 5,72 m en Salon-de-Provence. Al mes siguiente, ganó la medalla de oro en el Campeonato de Europa sub-20 en Tallin con un salto de 5,64 m.
Durante los campeonatos del mundo sub-20 de Cali, se proclamó campeón del mundo con un salto de 5,65 m en su segundo intento. Luego mejoró su mejor marca personal con 5,75 m. El 31 de agosto de 2022, batió por tercera vez el récord de Francia en salto con pértiga júnior en Sankt-Wendel con un salto de 5,81 m. Se convirtió en el segundo atleta en la historia de la categoría, detrás de Armand Duplantis, quien saltó 6,05 m en 2018.[cita requerida]
Ammirati se clasificó para los Juegos Olímpicos de Verano de 2024; sin embargo, no logró avanzar a la final. Posteriormente, un video de uno de sus intentos donde derribó el larguero con su pene se volvió viral. Después de esto, el vicepresidente del sitio web pornográfico CamSoda le ofreció 250.000 dólares para crear un espectáculo de webcam. Ammirati fue catalogado por Variety como uno de los atletas más virales de los Juegos Olímpicos de Verano de 2024, junto con Yusuf Dikeç y Stephen Nedoroscik.